# Pertinence d'un document
 (décembre 2021).
La mise en forme du texte ne suit pas les recommandations de Wikipédia : il faut le « wikifier ».
Les points d'amélioration suivants sont les cas les plus fréquents :
- Les titres sont pré-formatés par le logiciel. Ils ne sont ni en capitales, ni en gras.
- Le texte ne doit pas être écrit en capitales (les noms de famille non plus), ni en gras, ni en italique, ni en « petit »…
- Le gras n'est utilisé que pour surligner le titre de l'article dans l'introduction, une seule fois.
- L'italique est rarement utilisé : mots en langue étrangère, titres d'œuvres, noms de bateaux, etc.
- Les citations ne sont pas en italique mais en corps de texte normal. Elles sont entourées par des guillemets français : « et ».
- Les listes à puces sont à éviter, des paragraphes rédigés étant largement préférés. Les tableaux sont à réserver à la présentation de données structurées (résultats, etc.).
- Les appels de note de bas de page (petits chiffres en exposant, introduits par l'outil «  Source ») sont à placer entre la fin de phrase et le point final[comme ça].
- Les liens internes (vers d'autres articles de Wikipédia) sont à choisir avec parcimonie. Créez des liens vers des articles approfondissant le sujet. Les termes génériques sans rapport avec le sujet sont à éviter, ainsi que les répétitions de liens vers un même terme.
- Les liens externes sont à placer uniquement dans une section « Liens externes », à la fin de l'article. Ces liens sont à choisir avec parcimonie suivant les règles définies. Si un lien sert de source à l'article, son insertion dans le texte est à faire par les notes de bas de page.
- La présentation des références doit suivre les conventions bibliographiques. Il est recommandé d'utiliser les modèles {{Ouvrage}}, {{Chapitre}}, {{Article}}, {{Lien web}} et/ou {{Bibliographie}}. Le mode d'édition visuel peut mettre en forme automatiquement les références.
- Insérer une infobox (cadre d'informations à droite) n'est pas obligatoire pour parachever la mise en page.

Pour une aide détaillée, merci de consulter Aide:Wikification.
Si vous pensez que ces points ont été résolus, vous pouvez retirer ce bandeau et améliorer la mise en forme d'un autre article.
 (décembre 2021).
 (décembre 2021).
Si vous disposez d'ouvrages ou d'articles de référence ou si vous connaissez des sites web de qualité traitant du thème abordé ici, merci de compléter l'article en donnant les références utiles à sa vérifiabilité et en les liant à la section « Notes et références ».
	Une recherche scientifique ne peut être qualifiée de « scientifique » qu’après avoir répondu à un ensemble de critères épistémologiques. Parmi ces critères, la pertinence occupe une place primordiale et constitue la clef de voûte de toute recherche académique. En effet, le degré de la pertinence donne sa crédibilité à un tel document. Ce n'est que grâce à elle que ce dernier aura beaucoup des chances d’être publié et d’être tenu comme une référence scientifique dans son domaine de recherche. 
	La pertinence peut être définie de plusieurs façons selon le champ scientifique concernée. Dans le domaine de la recherche documentaire,  (Dalbin, 2002) estime qu’il s’agit du « degré de corrélation entre une question et la réponse apportée ». Autrement dit, il s’agit du point de rencontre entre deux notions transversales de recherche de l’information : le « bruit documentaire » et le « silence documentaire ». On parle du silence documentaire lorsqu’une requête de recherche dans une base de données ou dans un index ne retourne aucun ou peu de résultats. Le bruit documentaire, à l’inverse, présente toutes les ressources trouvées qui ne sont pas pertinentes. Le silence documentaire est dû soit à une formulation erronée de la requête de recherche, soit à une base de données mal adaptée. Par cette définition, le chercheur est appelé à « calculer » et à « évaluer » l’écart entre la question qu’il a posée et la réponse qu’il a obtenue. Cet écart, par la mobilisation des actions théoriques et pratiques du chercheur, doit être minimisé un maximum afin que la réponse soit exactement celle correspondant à la question. La tendance de cet écart vers le minimum se manifeste par l’élimination de toute sorte de « bruit et de silence documentaire » (Serres & Le Deuff, 2007).
	Selon (Dalbin, 2002), la pertinence est de trois types à distinguer : la « pertinence-système », la « pertinence-utilisateur » et la « pertinence-thème ».

## La pertinence-système
La pertinence-système se réfère à la capacité d’indexation faite par un système informatisé, généralement un moteur de recherche, pour trouver le document adéquat et convenable au maximum, en réponse à une requête. Cette pertinence utilise, traditionnellement, des indices fournis par l’utilisateur sous forme de questions algorithmiques et logiques qui mettent en relations des mots clés liés par des opérateurs booléens connus et décodés par les moteurs de recherche. La pertinence-système, même si elle apparaît automatisée, est liée principalement aux compétences du savoir et du savoir-faire. La compétence du savoir consiste, pour le chercheur, à assimiler les théories de la recherche scientifique, ses techniques et ses enjeux. Le savoir-faire préconise que le chercheur choisisse les mots-clés de sa recherche pour pouvoir trouver des liaisons entre ces mots-clés via des opérateurs de recherche associés. On trouve deux types de pertinence système :
- La pertinence des mesures de classement : elle mesure la capacité d’un système documentaire à retrouver une ressource selon la requête lancée. Elle se base sur les notions de rappel et de précision. La difficulté que peut affronter le chercheur à ce niveau reste la mesure de silence documentaire, qui signifie le calcul du taux de rappel. Ce taux permet de connaitre la proportion de documents pertinents trouvés par rapport à l’ensemble des documents pertinents.
- La pertinence de l'indexation automatique : la capacité d’un système à indexer automatiquement les documents.

## La pertinence-utilisateur
La pertinence-utilisateur est conçue du point de vue du chercheur lui-même. En effet, en lançant une requête de recherche, on s’attend à une réponse précise et appréciée par le chercheur qui valide, ou non, cette réponse selon ce qu’il voulait avoir. Cette pertinence-utilisateur, selon (Serres & Le Deuff, 2007) « englobe la pertinence de la formation de la requête et celle des résultats par rapport au besoin d’information de l’usager ».

## La pertinence-thème
La pertinence-thème est relative au thème de la recherche. L’utilisateur est donc appelé à mobiliser toutes ses compétences du savoir et du savoir-faire pour trouver les documents et ressources compatibles avec sa recherche. Or, La collecte des documents susceptibles d’être pertinents est suivie par le devoir de trouver le moyen de distinguer ces documents, d’en faire émerger certains par rapport aux autres, de les classer.
La pertinence est de trois catégories : la pertinence cognitive qui désigne la relation entre le besoin de l’usager et l’état des connaissances; la pertinence situationnelle qui met en rapport la tâche ou le problème à résoudre et les textes retrouvés; la pertinence affective ou motivationnelle qui prend en considération les intentions, les buts et les motivations de l’utilisateur au travers des textes.

## Critères de pertinence
La question suivante serait : comment évaluer la pertinence d’un document ? Pour un chercheur, il s’agit d’une tâche très difficile car il n’est pas toujours facile de juger la pertinence des documents collectés. A vrai dire, c’est la principale difficulté que peut affronter un chercheur. Il s’agit donc d'établir un ensemble de critères à vérifier avant de valider la pertinence d’un document. 
Le premier critère qui s’avère très important est l’auteur du document. En effet, pour juger de la qualité et de l’originalité d’une ressource, le chercheur doit prendre en considération des questions telles que : ce document a-t-il un auteur ? Cet auteur a-t-il déjà publié quelque chose ? Possède-t-il un site web confidentiel où il publie ses pensées ? A-t-il des liens pour connaitre son parcours professionnel et scientifique sur les réseaux sociaux ? Quelle est son expertise ? Or, il paraît évident que ces trois dernières questions ne sont pas de même importance que les premières pour juger la pertinence, mais leurs réponses donnent tout de même une vision générale sur l’auteur, surtout si l'on prend en considération la remarque de Gary Illyes, porte-parole de l'entreprise Google, qui dit qu’en 2015 « 60 % des pages présentes sur le web n'étaient que de la copie »(Fernandez, 2019) 
Après avoir validé l’auteur du document, ce dernier doit exposer les idées, les expliquer et les démontrer d’une façon claire et argumentée. Le document nécessite d’avoir une signature valable soit de l’auteur lui-même, soit de la maison d’édition connue, avec une bibliographie valide et scientifiquement citée et structurée. La date de publication est aussi un critère important. À l’ère numérique, l’information circule et change constamment ce qui impose à un chercheur de porter une attention particulière à la date de publication d’un document et au numéro d'édition pour garantir la mise à jour de son information trouvée dans son document supposé pertinent.
	Cette petite intervention vient dans le cadre de participer à mettre en relief une question très primordiale concernant la pertinence d’un document de recherche. Cette pertinence se diversifie selon l’angle de vision qu’il s’agit du point de vue du système de recherche utilisé, du point de vue de l’utilisateur ou du point de vue du thème de la recherche elle-même. Pour un chercheur, la vérification d’un ensemble de critères est inévitable pour garantir la pertinence d’un document- ressource.